# Campeonato Paulista de Futebol Sub-13
O Campeonato Paulista de Futebol - Sub-13, também conhecido como Campeonato Paulista Categoria Infanto, é uma competição futebolistica realizada pela FPF, que conta com a participação de jogadores que completam 12 ou 13 anos de idade no ano do campeonato. O torneio foi realizado pela primeira vez em 2008, assim como o Campeonato Paulista de Futebol Sub-11, que se juntaram as categorias Sub-20, Sub-17 e Sub-15 para formar ao todo 5 diferentes campeonatos de base promovidos pela FPF. O Corinthians é o atual campeão da competição,e o maior vencedor é o Santos,possuindo 6 títulos.

## Regulamento
O Campeonato Paulista de Futebol - Sub-13 e Campeonato Paulista de Futebol Sub-11 são iniciados semelhantemente. As formas de disputas se alteraram muito.

### 2006 - 2009
Durante esse período, o campeonato era dividido em quatro fases. A primeira os clubes eram divididos em três grupos com sete equipes cada, onde se classificavam os quatro primeiros colocados de cada grupo.
Na segunda fase, as equipes classificadas eram novamente distribuídas em grupos, dessa vez de 4 clubes e no qual apenas o campeão passavam diretamente acompanhado com a melhor campanha entre os segundos colocados. A partir da terceira fase (semi final), os clubes passariam a jogar em um sistema de mata-mata com jogos de ida e volta com vantagem para o time com a melhor campanha geral.

### 2010 e 2011
Nesses anos, houve o acréscimo de um novo grupo na primeira fase, ficando então 03 grupos com 06 times cada e 01 grupo com 05 times, porém, continuaram se classificando os quatro primeiros colocados de cada grupo. Consequentemente, a segunda fase passou a ter um grupo a mais do que as edições anteriores. Passariam para a fase de mata-mata (quartas de finais) o campeão e o vice de cada grupo. A partir da Terceira Fase, os critérios permaneceram os mesmos.

### 2012
Em 2012, o Clube Atlético Votuporanguense desistiu do torneio antes do seu início. Nessa edição só foi alterada a composição da primeira fase.

### 2013 - Atual
Na edição de 2013, foi então a edição com mais participantes, 36 equipes. Na primeira fase foram divididos em 06 grupos com 06 clubes cada. Passavam os dois melhores classificados e os 04 melhores terceiros colocados e a partir da segunda fase não houve surpresas.
Em 2014 e 2015, foi acrescentado um grupo de 05 clubes, ficando a primeira fase com 41 equipes. Onde se classificava os campeões e vices de cada grupo e também os dois melhores terceiros. Houve a desistência das seguintes equipes: Presidente Prudente Futebol Clube em (2014) e em 2015 das equipes: Oeste Futebol Clube, Clube Atlético Lemense e Ituano Futebol Clube.

## Campeões
| Ano  | Campeão     | Vice Campeão     | Semifinalistas | Semifinalistas   |
| ---- | ----------- | ---------------- | -------------- | ---------------- |
| 2006 | Santos      | Palmeiras        |                |                  |
| 2007 | Palmeiras   | União Barbarense |                |                  |
| 2008 | Santos      | Corinthians      | Palmeiras      | Paulista         |
| 2009 | Santos      | Primavera        | Corinthians    | Rio Preto        |
| 2010 | Santos      | União Barbarense | Corinthians    | Independente     |
| 2011 | Corinthians | Independente     | Portuguesa     | Santos           |
| 2012 | Corinthians | Santos           | Diadema        | Ponte Preta      |
| 2013 | Corinthians | Santos           | Grêmio Osasco  | Independente     |
| 2014 | Santos      | Marília          | Palmeiras      | Portuguesa       |
| 2015 | Santos      | Corinthians      | São Paulo      | Inter de Limeira |
| 2016 | Palmeiras   | Santos           | Corinthians    | São Paulo        |
| 2017 | Corinthians | Palmeiras        | Ponte Preta    | São Paulo        |
| 2018 | Palmeiras   | São Paulo        | Corinthians    | Noroeste         |
| 2019 | São Paulo   | Marília          | Palmeiras      | Santos           |
| 2020 | Cancelado   | Cancelado        | Cancelado      | Cancelado        |
| 2021 | Cancelado   | Cancelado        | Cancelado      | Cancelado        |
| 2022 | Palmeiras   | Santos           | Corinthians    | São Paulo        |
| 2023 | Palmeiras   | São Paulo        | Santos         | Corinthians      |

## Títulos por clube
| Clube            | Títulos                                | Vices                      |
| ---------------- | -------------------------------------- | -------------------------- |
| Santos           | 6 (2006, 2008, 2009, 2010, 2014, 2015) | 4 (2012, 2013, 2016, 2022) |
| Palmeiras        | 5 (2007, 2016, 2018, 2022, 2023)       | 2 (2006, 2017)             |
| Corinthians      | 4 (2011, 2012, 2013, 2017)             | 2 (2008, 2015)             |
| São Paulo        | 1 (2019)                               | 2 (2018, 2023)             |
| União Barbarense | 0                                      | 2 (2007, 2010)             |
| Marília          | 0                                      | 2 (2014, 2019)             |
| Primavera        | 0                                      | 1 (2009)                   |
| Independente-SP  | 0                                      | 1 (2011)                   |